# جبن يمني
الجبن اليمني المعروف أيضًا باسم جبنة تعز أو الجبن التعزي والمعروف في اليمن باسم «الجبن البلدي»، هو نوع من الجبن اليمني يتم إنتاجه في المناطق الريفية اليمنية الأكثر شهرة في محافظة تعز ولهذا السبب يعرف باسم جبن تعز بالرغم من أن لديه أسماء محلية أخرى بناءً على المنطقة أو القرية التي تم إنتاج الجبن فيها. عادة ما يشتري زوار مدينة تعز الجبن في أسواق الباب الكبير وباب موسى كهدايا لعائلاتهم. لم يتأثر إنتاج جبن تعز بإنتاج الجبن المطبوخ لأن معظم اليمنيين ما زالوا يفضلون الجبن المحلي.

## صفات
جبنة تعز مدخنة. يتم استخدام أنواع مختلفة من النباتات لتدخين الجبن مما يعطيها لونًا بنيًا ونكهة خاصة اعتمادًا على النباتات المستخدمة للتدخين.

## طريقة الإنتاج
عادة ما يتم تحضير الجبن اليمني في المساء. يتم جمع الحليب خلال النهار في أوعية لتخثره. المخثر المستخدم هو معدة الحمل الرضيع أو العجل. لكل منتج طريقته في استخدام المعدة لهذا الغرض. في حين أن الأواني الفخارية تقليدية، إلا أن الأواني المصنوعة من الألومنيوم تستخدم أيضًا.
بعد يوم واحد يتم اختبار قوام اللبن الرائب بالضغط بالأصابع. بعد أن يصل اللبن الرائب إلى القوام المناسب، يتم نقله إلى سلال صغيرة حيث يبقى لبقية اليوم. غالبًا ما يتم وضعها بين نوعين من الجبن المدخن الجاهزين للأكل. الجبن جاهز للتدخين بحلول المساء. تستغرق عملية التدخين حوالي 10-15 دقيقة وتعمل عملية التدخين على إطالة العمر الافتراضي للجبن.